# 日本探偵業連合会
一般社団法人日本探偵業連合会（にほんたんていぎょうれんごうかい）は、日本の探偵事務所が加盟する業界団体の一つ。略称は日探連。現在は、法人移行により、一般社団法人の形態をとっている。

## 所在地
| 本部事務所 | 本部事務所 | 佐賀県佐賀市開成3丁目3番37-301号   | 佐賀県佐賀市開成3丁目3番37-301号   | 佐賀県佐賀市開成3丁目3番37-301号   | 佐賀県佐賀市開成3丁目3番37-301号   | 佐賀県佐賀市開成3丁目3番37-301号   | 佐賀県佐賀市開成3丁目3番37-301号   |
| 事務局     | 事務局     | 佐賀県小城市三日月町三ヶ島717番地1 | 佐賀県小城市三日月町三ヶ島717番地1 | 佐賀県小城市三日月町三ヶ島717番地1 | 佐賀県小城市三日月町三ヶ島717番地1 | 佐賀県小城市三日月町三ヶ島717番地1 | 佐賀県小城市三日月町三ヶ島717番地1 |

## 業務内容
- 探偵調査に関する苦情相談
- 全国の探偵事務所、興信所、調査会社の紹介